# Pontinus

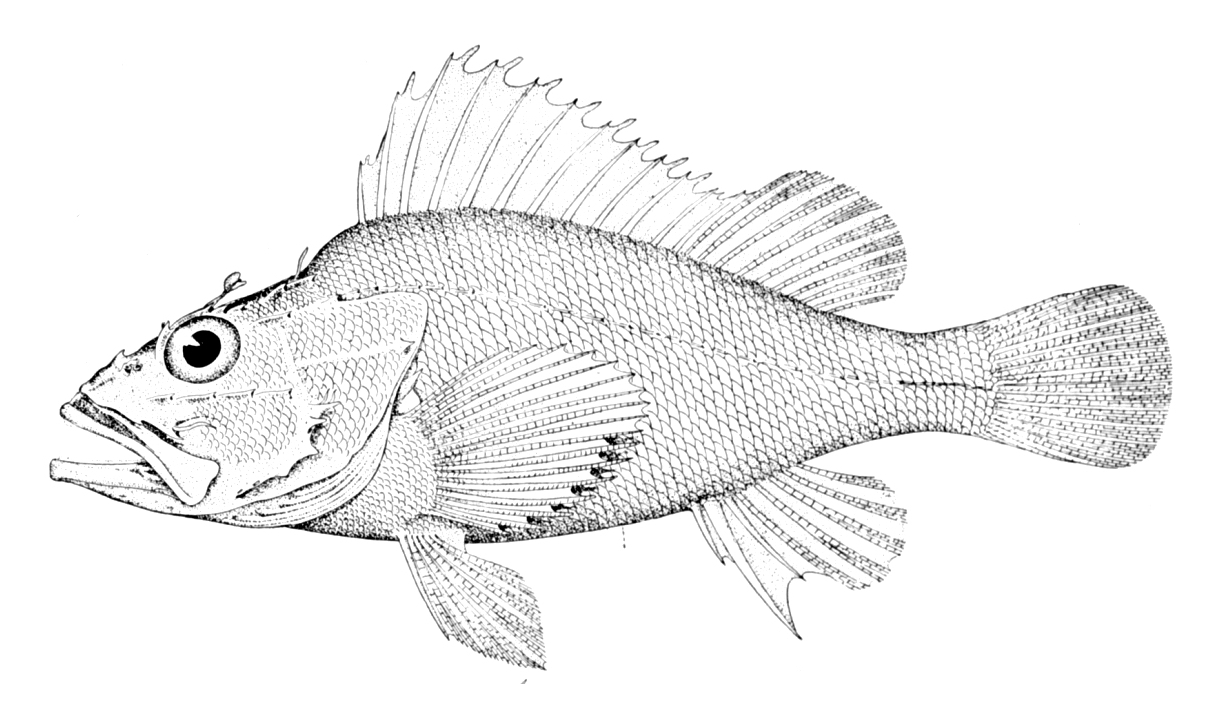
Pontinus rathbuni

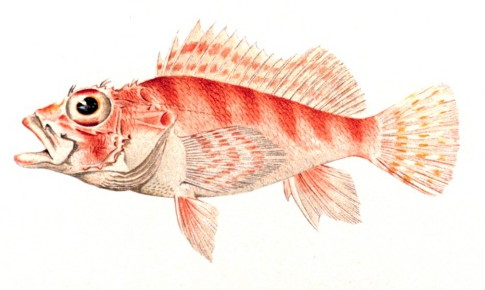
Pontinus nematophthalmus

Pontinus és un gènere de peixos pertanyent a la família (biologia)|família dels escorpènids. Es troba a les aigües càlides i tropicals de tots els mars i oceans.

## Morfologia
- Cap molt ossut, amb nombroses espines i sense depressió darrere de l'ull.
- Dents a la part superior i als costats de la boca però no pas al davant.
- Escates aspres.
- Aleta dorsal amb 12 espines i 9-10 radis.
- Aleta anal amb tres espines i cinc radis.[4]

## Taxonomia
- Pontinus accraensis (Norman, 1935)
- Pontinus castor (Felipe Poey y Aloy
- Pontinus clemensi (Fitch, 1955)[5][6]
- Pontinus corallinus (Miranda-Ribeiro, 1903)
- Pontinus furcirhinus (Garman, 1899)
- Pontinus helena (Eschmeyer, 1965)
- Pontinus hexanema (Günther, 1880)
- Pontinus kuhlii (Bowdich, 1825)[7][8][9]
- Pontinus leda (Eschmeyer, 1969)[10]
- Pontinus longispinis (Goode & Bean, 1896)
- Pontinus macrocephalus (Sauvage, 1882)
- Pontinus nematophthalmus (Günther, 1860)
- Pontinus nigerimum (Eschmeyer, 1983)
- Pontinus nigropunctatus (Günther, 1868)
- Pontinus rathbuni (Goode & Bean, 1896)
- Pontinus rhodochrous (Günther, 1872)
- Pontinus sierra (Gilbert, 1890)
- Pontinus strigatus (Heller & Snodgrass, 1903)
- Pontinus tentacularis (Fowler, 1938)
- Pontinus vaughani (Barnhart & Hubbs, 1946)[11][12][13][14][15]